# Fornæs
Fornæs är en udde i Danmark.   Den ligger i Norddjurs kommun i Region Mittjylland, i den nordöstra delen av landet, 130 km nordväst om Köpenhamn.Närmaste större samhälle är Grenå, 5 km sydväst om Fornæs.
Fornæs är Jyllands östligaste punkt. På udden står Fornæs Fyr.